# Oriol africà
L'oriol africà (Oriolus auratus) és un ocell de la família dels oriòlids (Oriolidae).

## Hàbitat i distribució
Habita bosc decidu del Senegal, Gàmbia, sud-oest de Mali, Guinea Bissau, Guinea, Sierra Leone, Libèria, Costa d'Ivori, Burkina Faso, Ghana, Togo, Benín, Nigèria i sud de Níger, Camerun, el Gabon, República del Congo, República Centreafricana i sud de Txad i Sudan del Sud fins Etiòpia i sud de Somàlia, cap al sud fins a la República Democràtica del Congo, Ruanda, Burundi, Uganda, Kenya, Tanzània, Malawi, Zàmbia, Angola, centre de Namíbia, nord i est de Botswana, Zimbabwe, oest de Moçambic i nord-est de Sud-àfrica.